# Florian Mennigen
Florian Mennigen (Ratzeburg, 1982. április 10. –) német evezős. Részt vett a 2008. évi nyári olimpiai játékokon is, 2012-ben aranyérmet nyert nyolcas evezésben.